# 仙台市立茂庭台小学校
仙台市立茂庭台小学校（せんだいしりつ もにわだいしょうがっこう）は宮城県仙台市太白区にある公立小学校である。

## 概要
- 仙台市の南西部に位置している茂庭台団地が造成されて、団地内の児童数が増加をしたのに伴い当時通学先の生出小学校が小規模校で校舎が手狭で生出小学校だけでは対応しきれなくなり、新たに茂庭台団地内に新設校として開校した。

## 学区
出典
「地区名(一部)」と記載された詳細な地番などは、仙台市教育委員会まで要問い合わせ。
- 茂庭台1丁目
- 茂庭台2丁目
- 茂庭台3丁目
- 茂庭台4丁目
- 茂庭台5丁目
- 茂庭（字生出森、字生出森東(一部)、字大堤、字萱ケ崎、字佐保山北(一部)、字高田西、字高田東、字高田山(一部)、字立石、字銅谷沢、字中身山(一部)、字梨野北、字梨野中、字梨野西、字梨野東、字鍋田、字沼原、字馬越石、字嶺山(一部)、字矢倉木）

## 沿革
- 1985年（昭和60年）4月1日 - 仙台市立生出小学校より分離・開校

## 卒業後の進路
出典
公立中学校に進学する場合
- 仙台市立茂庭台中学校

## 学校周辺
- 茂庭第一市営住宅
  - 茂庭第一市営住宅以外のマンション・アパートなども点在する。
- 老人ホームサニーライフ仙台茂庭台 - 仙台市道をはさんで、敷地が隣接。
- 愛の家グループホーム仙台茂庭台 - 仙台市道をはさんで、敷地が隣接。
- 仙台市立茂庭台四丁目公園 - 老人ホームサニーライフ仙台茂庭台に隣接。
  - 茂庭台四丁目公園以外の公園も点在する。
- 学校法人瑞鳳学園
  - 茂庭幼稚園 - 進学前幼稚園のひとつ。
  - 茂庭ピッパラ幼稚園 - 茂庭幼稚園に隣接、かつ進学前幼稚園のひとつ。
- 仙台茂庭台郵便局
- 仙台市茂庭台市民センター
- 仙台天使園（児童養護施設） - 本校の児童が在籍する[3]。
- 仙台市消防局太白消防署茂庭出張所
- 宮城県警仙台南警察署茂庭台駐在所

## アクセス
- 仙台市営バス・宮城交通バスで、「茂庭台五丁目」停留所下車後、徒歩。